# 海通國際
海通国际证券集团有限公司（简称“海通国际”，港交所除牌前：665）是一家立足香港，面向全球的国际金融机构，致力于成为连接中国与海外资本市场的桥梁。母公司为国泰海通证券股份有限公司(「国泰海通证券」)。

## 公司简介
海通國際的前身是於百慕達註冊成立的大福證券集團有限公司（Tai Fook Securities Group Limited）。大福證券於1973年成立，1996年8月在香港上市。2009年11月，海通證券旗向新創建集團提出以18.22億港元收購大福證券52.86%股權，新創建集團保留9%股權。

### 财富管理
海通国际致力于成为私人财富管理专家，为企业、机构、高净值客户及家族办公室提供多元化及全方位的财富管理服务，目前业务遍及香港、澳门、新加坡。
投资产品及服务
• 股票：覆盖全球主要市场，提供高效交易平台与分析工具。
• 基金：精选全球优质基金，涵盖固定收益、股票、多元资产等类别。
• 固定收益：提供稳定收入，优化投资组合风险回报。
• 结构性产品：高度定制化，满足不同风险回报需求。
• 杠杆投资/融资方案：灵活融资，助您把握更多投资机会。

### 企业融资
海通国际企业融资分部向企业客户提供首次公开发行、财务顾问、股票承销、二级市场配售、债券承销及债务管理、跨境并购及SPAC以及融资结构方案等全方位专业的金融服务。海通国际在香港IPO保荐、中国风险G3货币+CNY债券发行及中资债务管理市场排名处于领先地位。
产品及服务:
• 股票资本市场服务（Equity Capital Market）
• 债券资本市场服务（Debt Capital Market）
• 财务顾问服务（Financial Advisory）
• 贷款资本市场及特别融资组（Loan Capital Markets & Special Situations Group）

### 环球市场
海通国际环球市场专注为国际和中国的机构投资者提供包括市场研究、交易、融资和风险对冲等全方位的金融服务，是“中国投资专家”和“中国机构投资者投资全球的引领者”。旗下股票业务依托全球销售、交易和研究团队，深度覆盖亚太及美国市场，提供兼具国际视野与本地洞察的研究及一流的自研算法交易服务。固收业务以中国企业离岸债券为核心，打造亚太领先的交易商平台。主经纪商业务以衍生品和结构化产品构建跨资产解决方案，提供全球主要市场的国际化直接接入交易平台。

### 资产管理
海通国际资产管理于2007年在香港注册成立，是首批获香港证监会批准进行第1、4、5、9类受规管业务的中资资产管理公司。我们发行并管理一系列公募、私募基金产品及香港强制性公积金，提供定制化的专户投资及投资顾问服务。此外，我们为客户提供多元化的投资选择,包括私募股权、私募信贷及特殊机会等另类资产领域的投资，并与全球顶级私募基金合作，打造优质境外私募股权基金投资管理平台。海通国际资产管理立足香港，面向全球，旨在畅通的连接中国内地与海外资本市场，为全球投资者提供投资于中国及海外市场的一流资产管理服务。

## 旗下公司
- 海通國際創富理財

## 官方网站
- 海通國際證券集團有限公司 （页面存档备份，存于）